# میراسماعیل صدقی‌آسا حسینی
میراسماعیل صدقی‌آسا حسینی معروف به «وزیری نابینایان»، (زادهٔ ۱۳۲۹، درگذشتهٔ ۱۳۹۶) نوازنده و آهنگساز زاده یزد بود که از اوان کودکی به نوازندگی پرداخت و در نوازندگی و آهنگسازی مشهور شد.

## زندگی‌نامه
میراسماعیل صدقی‌آسا حسینی در یزد متولد شد. والدینش او را که نابینا بود با وجود شرایط نامساعد مالی برای ادامه تحصیل به تهران بردند. در سن ۶سالگی ویولون را نزد حسینعلی وزیری‌تبار آموخت و به زودی در نوازندگی و آهنگسازی مشهور شد و با نام «وزیری نابینایان» در میان هنرمندان نابینا مشهور گردید.
در سن ۲۸ سالگی تحصیلات خود را در رشته حقوق دانشگاه تهران آغاز کرد ولی علی‌رغم اینکه همه واحدهای حقوقی را گذرانده بود، به دلیل خودداری از شرکت در امتحان ایدئولوژیک موفق به ادامه تحصیل و اخذ پایان‌نامه نشد.
میراسماعیل صدقی‌آسا حسینی ۳۰ سال آخر عمرش را در آلمان گذراند و در مراکز فرهنگی شهر کلن به عنوان آموزگار موسیقی تدریس می‌کرد.

## فعالیتها
میراسماعیل صدقی‌آسا حسینی از سبک پردازان در موسیقی سنتی بود و مانند علینقی وزیری در تکامل آن بسیار کوشا بود. به موسیقی بومی سرزمین‌های گوناگون ایران علاقه زیادی داشت و به همین دلیل به شهرهای گوناگون سفر می‌کرد و آهنگ‌های کردی و لری جدیدی را با کمک همکارانش تنظیم کرد و در مدرسه عالی موسیقی پایان‌نامهٔ خود را دربارهٔ موسیقی فولکوریک نوشت.
همکاری خود را با گروه سرشناس شیدا در سن ۲۴ سالگی آغاز کرد. وی در آموزشگاه‌های گوناگون در تهران بیش از ۱۵سال معلم موسیقی بود و به شاگردان نابینا نت‌خوانی می‌آموخت. از آثار ماندگاری که در آنان به نوازندگی پرداخت می‌توان به  تصنیف مشهور سپیده معروف به «ایران ای سرای امید» و تصنیف معروف «از خون جوانان وطن لاله دمیده» عارف قزوینی اشاره کرد.
میراسماعیل صدقی‌آسا حسینی در ۳۰ سال آخر زندگی خود در آلمان در مراکز فرهنگی شهر کلن به عنوان آموزگار موسیقی، شاگردان زیادی را پرورش داد. وی علی‌رغم ابتلا به بیماری سرطان، تا زمانی که توان داشت دست از نواختن و آموختن و آموزش دادن برنداشت.

## درگذشت
میراسماعیل صدقی‌آسا سالها به بیماری سرطان مبتلا بود و با آن دست و پنجه نرم می‌کرد و سرانجام در شبانگاه ۷ فروردین ۹۶– ۲۷ مارس۲۰۱۷ در سن ۶۷ سالگی در آلمان درگذشت.